# هاينريش شولتس
هاينريش شولتس (بالألمانية: Heinrich Scholz)‏ (و. 1884 – 1956 م) هو رياضياتي، ومؤرخ الرياضيات، وفيلسوف، وعالم عقيدة، وأستاذ جامعي ألماني، ولد في برلين، توفي في مونستر، عن عمر يناهز 72 عاماً.

## التعليم
تعلم في جامعة مونستر
.

## روابط خارجية
- هاينريش شولتس على موقع الموسوعة البريطانية (الإنجليزية)